# Eurydice racovitzai
Eurydice racovitzai is een pissebed uit de familie Cirolanidae. De wetenschappelijke naam van de soort is voor het eerst geldig gepubliceerd in 1949 door Bacescu.